# Lipník nad Bečvou
Lipník nad Bečvou (deutsch: Leipnik, früher auch Leibnik oder Leubnick) ist eine Stadt in der Olmützer Region in Tschechien. Sie liegt an der Bečva, 12 Kilometer westlich der Stadt Hranice in Mähren.

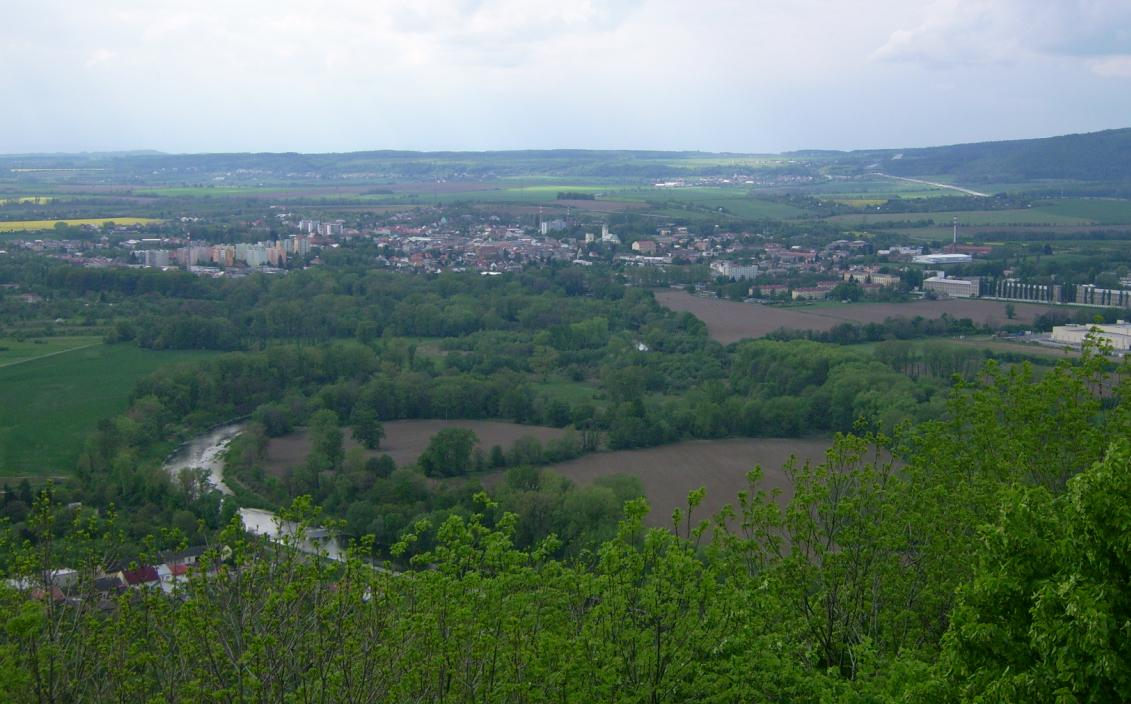
Blick auf Lipník von der Burg Helfenstein aus

## Geschichte
Leipnik wurde 1238 erstmals erwähnt und vor 1240 vermutlich von den Tataren zerstört. Zwischen 1256 und 1266 wurde es neu angelegt und mit deutschen Kolonisten besiedelt. Bereits vor 1280 erhielt es das Stadtrecht. 1294 wurde es im Testament des mährischen Unterkämmerers Ulrich II. von Neuhaus erwähnt, der darin dem böhmischen König Wenzel II. den Zoll u. a. aus Leipnik übertrug. Um 1320 gehörte es zur Herrschaft Helfenstein, die zu dieser Zeit dem Wok/Vok von Krawarn gehörte, bei dessen Nachkommen sie rund 100 Jahre verblieb.
Nach dem Tod des Latzek/Lacek von Krawarn 1416, der das Amt des mährischen Landeshauptmanns bekleidete, gelangte Leipnik mit der Herrschaft Helfenstein an Peter von Krawarn und Straßnitz. Er war ein Anhänger des Jan Hus, weshalb er während der Hussitenkriege 1420 gezwungen war, seine Ländereien zu verkaufen. Nach seinem Tod 1434 bekam sein Sohn Georg/Jiří von Krawarn und Straßnitz († 1466) die Herrschaft Helfenstein zurück. 1447 verkaufte er sie dem Wok von Sovinec (Vok ze Sovince). Zu dieser Zeit bestand sie aus der Burg Helfenstein, der Stadt Leipnik, 27 Dörfern und vier Dorfanteilen. 1464 verkaufte Wok von Sovinec alles an Albrecht, Zdeňek und Jan Kostka von Postupitz (z Postupic) sowie Georg/Jiřík von Landstein und Morawan, der 1468 starb. Während der böhmisch-ungarischen Kriege verkaufte Albrecht von Postupitz, dem die Herrschaft nunmehr allein gehörte, 1474 den Besitz an Wilhelm II. von Pernstein. Unter ihm wurde die Stadtbefestigung ausgebaut und die Vorstädte sowie eine bis in die Neuzeit funktionierende Wasserleitung angelegt. Die um 1488 gegründete jüdische Gemeinde errichtete um 1530 eine Synagoge. Gleichzeitig war Leipnik ein Zentrum der Mährischen Brüder, die eine Schule sowie zwei Bethäuser erbauten.
1554 erwarb Půta von Ludanitz (z Ludanic) Burg und Herrschaft Helfenstein, zu der weiterhin auch Leipnik gehörte. Nach seinem Tod 1560 folgte ihm sein Sohn Wenzel/Václav. Er bekleidete das Amt des Landeshauptmanns von Mähren, starb jedoch schon 1571. Erbin wurde seine fünfjährige Tochter Katharina/Kateřina, die unter die Vormundschaft des mährischen Landeshauptmanns Zacharias von Neuhaus gestellt wurde. Sie wurde 1580 mit Peter Wok von Rosenberg verheiratet. Er verkaufte die verschuldete Herrschaft Helfenstein mit der Burg Helfenstein 1592 dem Heinrich/Hynek von Würben auf Freudenthal, der 1592 starb. Er und sein Sohn Georg von Würben auf Freudenthal (Jiří Bruntálský z Vrbna; † ~1623) förderten die Ausbreitung des Luthertums. Georg verlegte den Sitz der Herrschaft Helfenstein auf das von ihm neu errichtete Renaissance-Schloss in Leipnik. Für seine deutschen Bediensteten ließ er neben dem Schloss 1610 eine lutherische Kirche und 1613 eine Schule errichten. Da er Mitglied des mährischen Direktoriums und 1619–1621 Oberstlandrichter von Mähren war, wurde sein Besitz nach der Schlacht am Weißen Berg vom Kaiser beschlagnahmt und die Herrschaft Helfenstein mit Leipnik, dem Olmützer Bischof Franz Xaver von Dietrichstein übergeben. Er führte die Gegenreformation ein und übertrug 1634 das ehemalige Brüderkolleg dem Orden der Piaristen. Nach seinem Tod 1636 blieb die Herrschaft Helfenstein bei seinen Nachkommen bzw. bis 1945 bei den Grafen Althann.
Nach dem wirtschaftlichen Niedergang als Folge des Dreißigjährigen Kriegs erfolgte ein Aufschwung erst mit dem Bau der Kaiser Ferdinands-Nordbahn 1841. Die städtische Schule wurde 1873 in einen deutschen, tschechischen und jüdischen Zweig geteilt. 1880 gehörte Leipnik zur Bezirkshauptmannschaft Mährisch Weißkirchen und war Sitz eines Bezirksgerichtes. Von den damals 6.367 Einwohnern waren 1972 Deutsche. Die Einwohner lebten von der Tuch- und Flanell-, Zucker- und Malzherstellung sowie der Bierbrauerei, dem Getreide- und Obsthandel. Nach der Gründung der Tschechoslowakei wurde 1919 die deutsche Realschule geschlossen. Das gleiche Schicksal widerfuhr der 1895 gegründeten tschechischen Realschule, die 1941 von den Nationalsozialisten geschlossen wurde.
1989 wurde Lipník zum städtischen Denkmalschutzgebiet erklärt; sie ist die einzige im Bezirk und die zweite im Olomoucký kraj, die diesen Status besitzt.

## Stadtgliederung

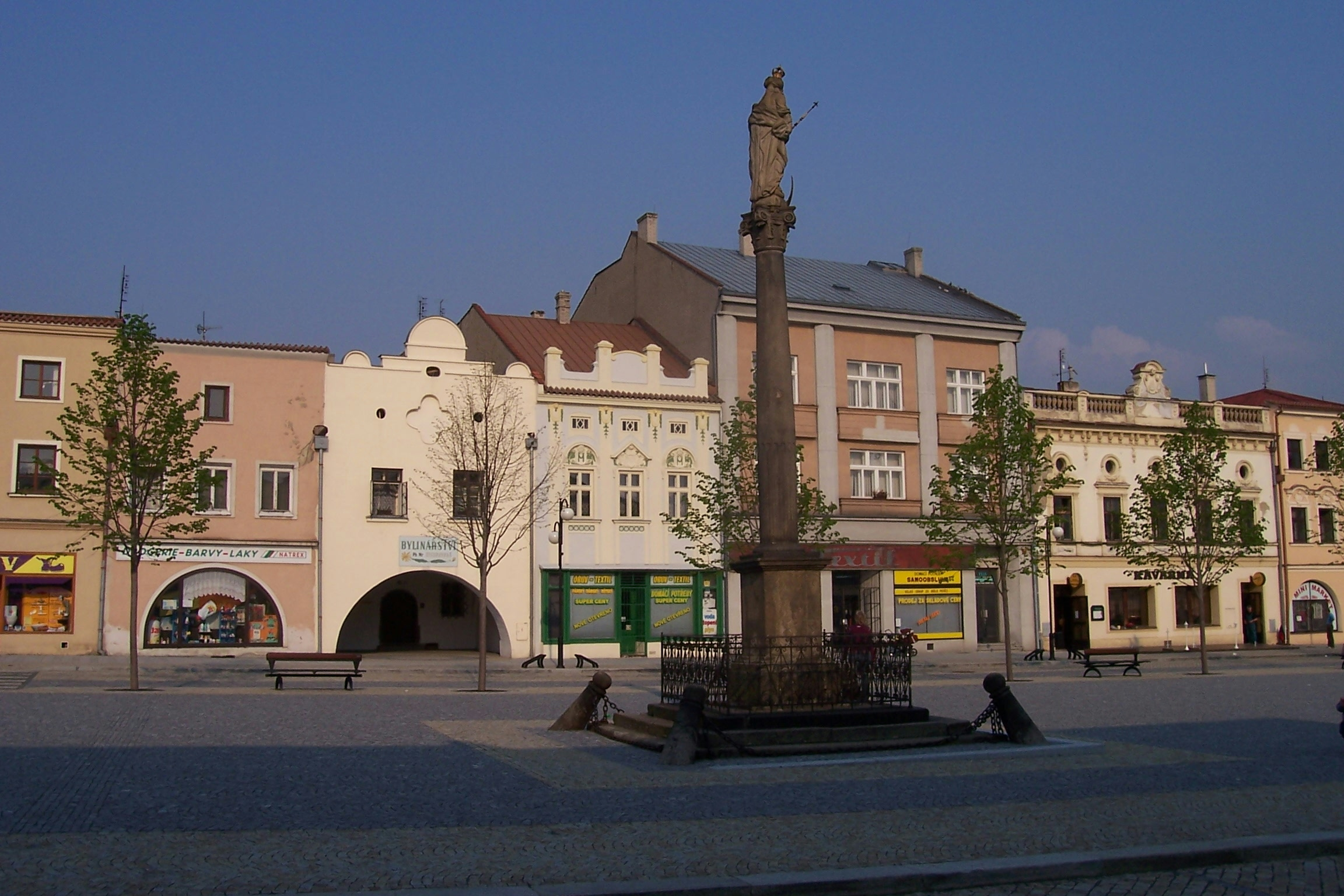
Stadtzentrum

Lipník nad Bečvou gliedert sich in die Stadtteile:
- Lipník nad Bečvou I – Město
- Lipník nad Bečvou III – Nové Dvory (Neuhof)
- Lipník nad Bečvou V – Podhoří (Podhorn)
- Lipník nad Bečvou VI – Loučka (Lautschka) und
- Lipník nad Bečvou VII – Trnávka (Tirnau).

Die Einwohner des Stadtteils Lipník nad Bečvou VIII – Jezernice mit der zugehörigen Siedlung Přední Familie entschieden sich in einer Bürgerabstimmung mit 80 % für die Selbständigkeit. So entstand 1999 die Gemeinde Jezernice wieder.

## Städtepartnerschaft
Lipník nad Bečvou betreibt eine Städtepartnerschaft mit:
- Zdzieszowice (Deschowitz), Polen[4]

## Sehenswürdigkeiten
Das historische Stadtzentrum wurde 1989 zum städtischen Denkmalreservat erklärt.
- Stadtbefestigung mit sieben Basteien
- Schloss Lipník
- Renaissance-Glockenturm
- ehemalige Synagoge
- Dekanatskirche
- Burg Helfštýn (auch Helfenstein), ca. vier Kilometer Süd-Ost (auf einer weithin sichtbaren Anhöhe).

Sehenswürdigkeiten
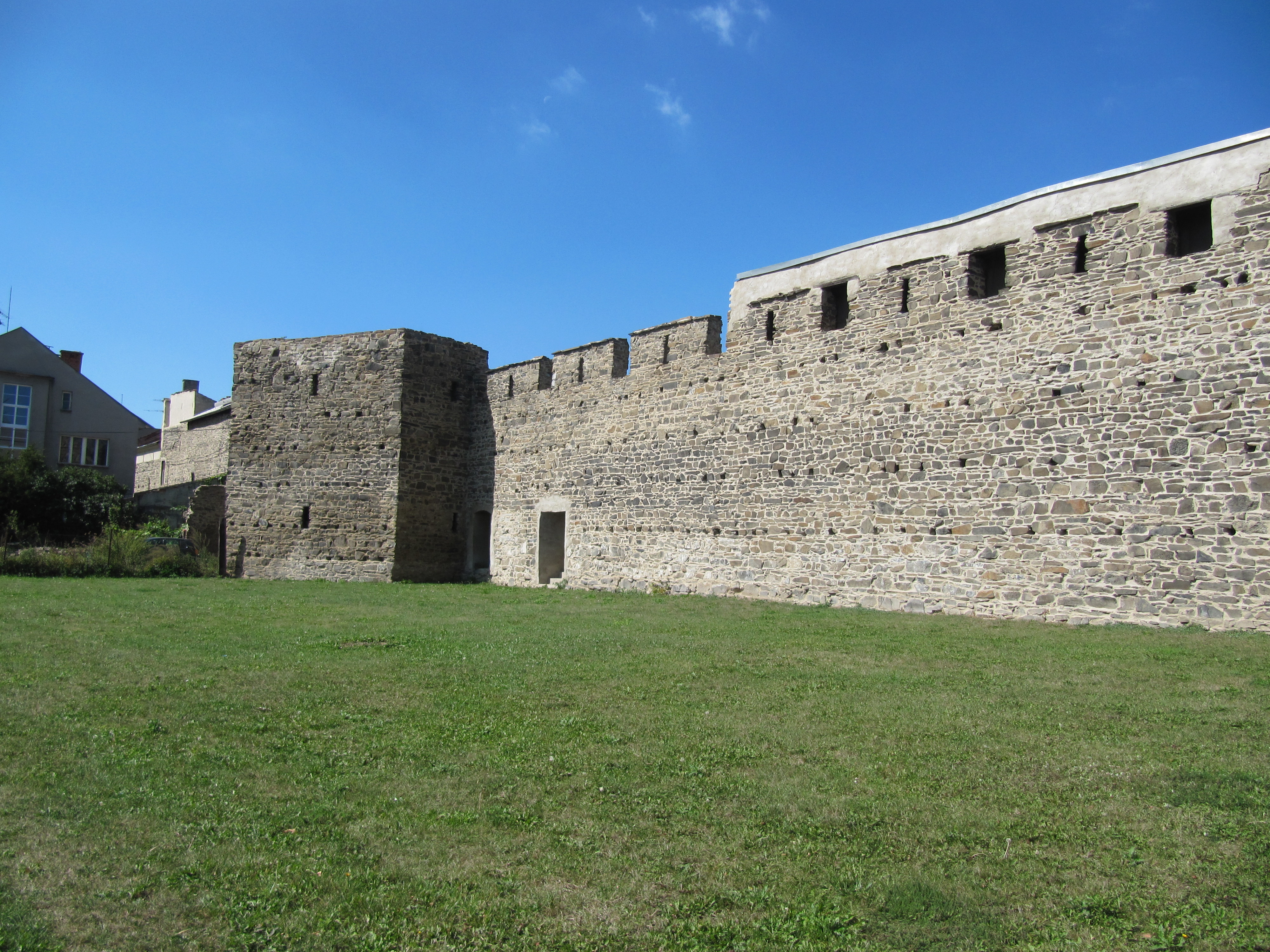
Stadtmauer
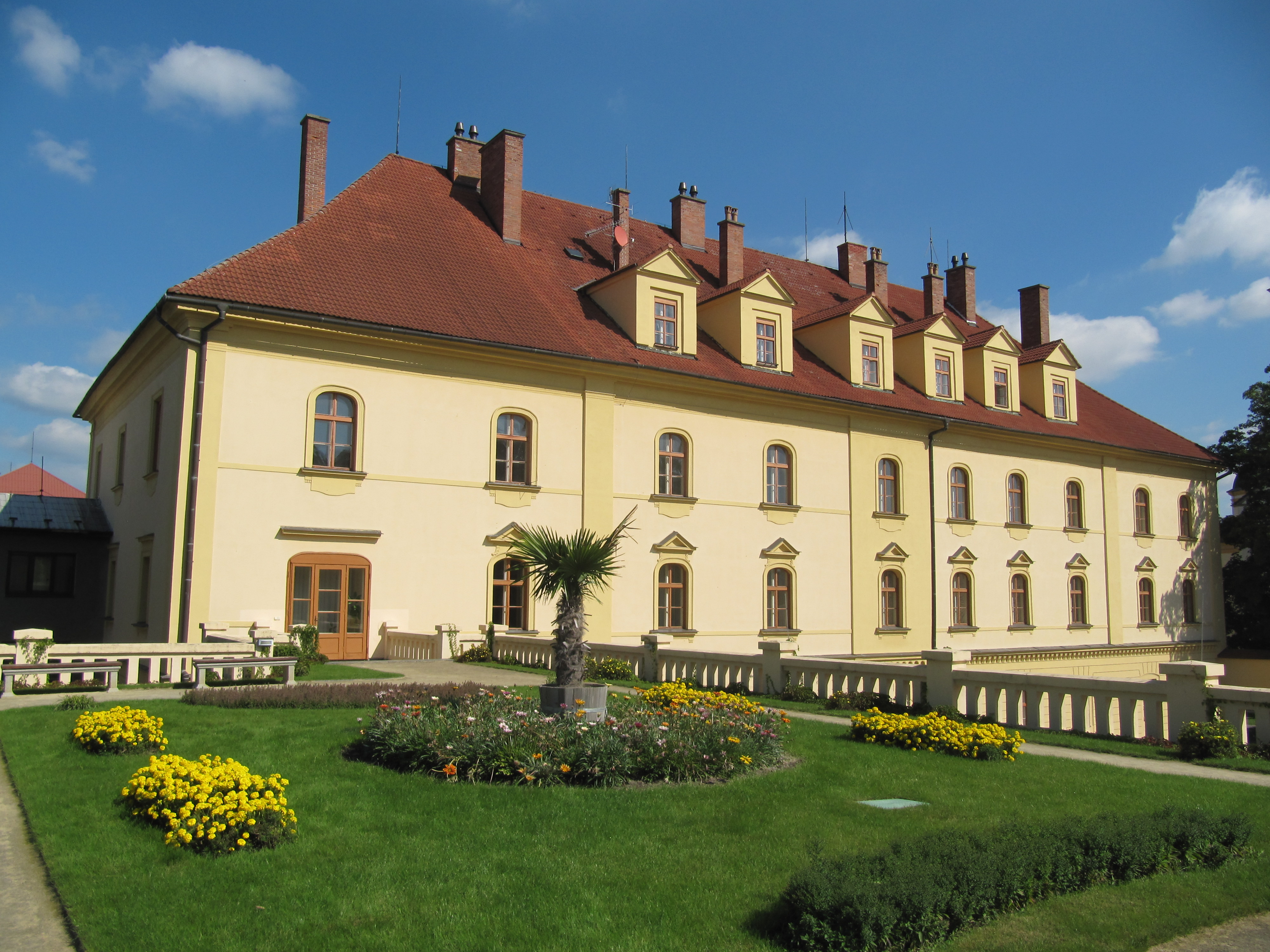
Schloss Lipník
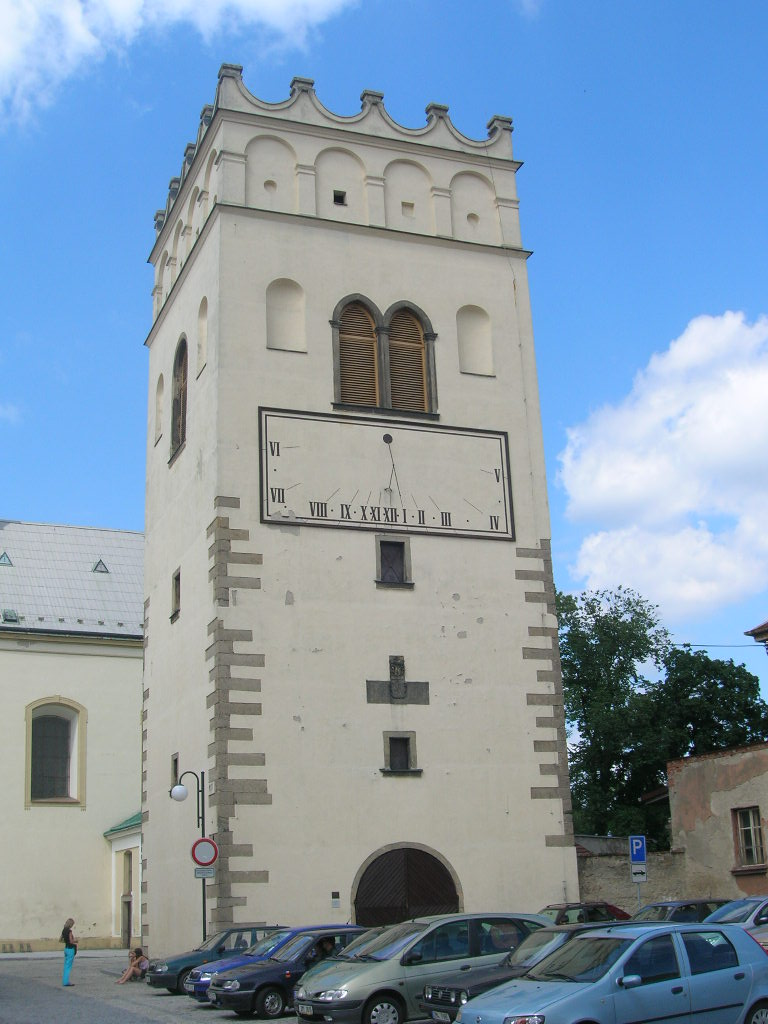
Glockenturm aus der Renaissancezeit

## Persönlichkeiten
- Jair Chajim Bacharach (1639–1702), Gelehrter und Rabbiner in Worms
- Johann Nepomuk von Schmiel (1774–1850), Schweizer Politiker und Offizier
- David Oppenheim (1816–1876), Rabbiner
- Wilhelm Ritter von Gutmann (1826–1895), Unternehmer und Präsident der Israelitischen Kultusgemeinde Wien
- Jan Neff (1832–1905), Großhändler, Patriot und Mäzen
- David von Gutmann (1834–1912), Unternehmer
- Sigmund Friedl (1851–1914), Philatelist und Briefmarkenfälscher
- Emanuel Schreiber (1852–1932), Rabbiner
- Bernhard Münz (1856–1919), österreichischer Philosoph
- Sigmund Münz (1859–1934), österreichischer Journalist und Schriftsteller
- Victor Hammerschlag (1870–1943), Arzt, Fachautor und NS-Opfer
- Gustav Gold (1870–1949), österreichischer Komponist, Arrangeur, Kapellmeister und Filmkomponist beim deutschen Stummfilm der 1920er Jahre
- Hugo Kulka (1883–1933), österreichischer Bauingenieur
- Alena Nádvorníková (1942–2023), Dichterin, Zeichnerin und Malerin
- Jan Smolík (* 1942), Radrennfahrer

Bekannte Einwohner
- Gregor Mendel (1822–1884), Vererbungsforscher, besuchte 1834/35 das Piaristengymnasium in Leipnik